# Jaime Castañeda
Jaime Alberto Castañeda Ortega (født 29. oktober 1986) er en colombiansk tidligere professionel cykelrytter.